# Yelangichthys macrocephalus
Yelangichthys macrocephalus è un pesce osseo estinto, appartenente ai saurittiformi. Visse nel Triassico medio (Anisico, circ 245 - 244 milioni di anni fa) e i suoi resti fossili sono stati ritrovati in Cina.

## Descrizione
Tutto ciò che si conosce di questo pesce è costituito da due crani incompleti, privi della parte anteriore del rostro, e da poche altre ossa; il tutto è sufficiente comunque a ipotizzarne l'aspetto. Dal raffronto con il ben più noto Saurichthys, infatti, si può supporre che Yelangichthys fosse un pesce dal corpo slanciato e sottile, lungo circa un metro e dotato di un cranio allungato terminante in un rostro acuminato. a differenza di Saurichthys, Yelangichthys possedeva un cranio massiccio, una volta cranica piatta e larga e, soprattutto, una dentatura insolita: i denti erano infatti robusti, dalla base larga e dalla punta simile a quella di un cacciavite a stella. Inoltre, il nervo olfattivo passava attraverso una profonda fossa interorbitale.

## Classificazione
Yelangichthys macrocephalus venne descritto per la prima volta nel 2013, sulla base di fossili ritrovati nella contea di Pu'an nella provincia di Guizhou, in Cina. I fossili vennero attribuiti a una nuova peculiare forma di saurittiformi, un gruppo di pesci dal corpo allungato tipici del Triassico, imparentati alla lontana con gli storioni e solitamente di abitudini predatorie.
Le peculiarità morfologiche di Yelangichthys permisero agli autori della prima descrizione di istituire una famiglia a sé stante, Yelangichthyidae, considerata la più basale all'interno dei saurittiformi. 

## Paleoecologia
Yelangichthys era probabilmente un pesce durofago, che si nutriva di prede dal guscio duro; la peculiare dentatura e la morfologia delle mascelle indicano che Yelangichthys era dotato di un morso potente e che poteva frantumare i gusci di animali marini quali i molluschi.